# Cérémonie du Bois-Caïman
Révolution haïtienne
Batailles
Insurrections (1791-1793)
- Bois-Caïman
- Croix-des-Bouquets
- Morne Pelé
- 1re La Tannerie
- Port-au-Prince
- Le Cap-français

Interventions espagnoles et britanniques (1793-1798)
- 2e La Tannerie
- Marmelade
- Saint-Michel-de-l'Attalaye
- Ennery
- 3e La Tannerie
- Fort-Dauphin
- 1re Tiburon
- L'Acul
- La Bombarde
- 2e Tiburon
- Les Gonaïves
- Port-Républicain
- 1re Dondon
- Massacre de Fort-Dauphin
- Saint-Marc
- Léogane
- Saint-Raphaël
- Trutier
- 3e Tiburon
- 1re Verrettes
- Grande-Rivière
- Mirebalais
- Las Cahobas
- 2e Verrettes
- Petite-Rivière
- 2e Dondon
- 1re Les Irois
- Jean-Rabel
- 2e Les Irois

Guerre des couteaux (1799-1800)
- Jacmel

Expédition de Saint-Domingue (1802-1803)
- La Ravine-à-Couleuvres
- Kellola
- Plaisance
- La Crête à Pierrot
- Noyades du Cap-Français
- Port-au-Prince
- Vertières
- Massacres de 1804 en Haïti

La révolte du Bois-Caïman débute par une réunion d'esclaves marrons la nuit du 14 août 1791, considérée en Haïti comme l'acte fondateur de la révolution et de la guerre d'indépendance. C'est le premier grand soulèvement collectif de Haïti contre l'esclavage.
L'UNESCO a choisi le 23 août en référence au soulèvement qui a suivi cet évènement comme « Journée internationale du souvenir de la traite négrière et de son abolition ».

## Bois-Caïman
Bois-Caïman est un lieu reculé de l'habitation Lenormand de Mézy à Morne-Rouge sur l'île d'Haïti.
La nuit du 14 août 1791, Dutty Boukman y organise une cérémonie politique et religieuse pour un grand nombre d'esclaves. La prêtresse Mambo, Cécile Fatiman, procède au sacrifice d’un cochon noir, et les assistants boivent son sang afin de devenir invulnérables. Boukman ordonne alors le soulèvement général. En rassemblant les différentes tribus africaines dans leur quête de liberté, le vaudou est ainsi un catalyseur dans la révolte des esclaves de Saint-Domingue.
Ce soulèvement a lieu la nuit du 22 au 23 août où les esclaves de cinq habitations brûlent celles-ci et massacrent les Blancs, femmes et enfants compris. Pendant une dizaine de jours, la plaine du Nord est en flammes. On décompte près de 1 000 Blancs assassinés, environ 200 sucreries et 1 200 caféières brûlées. Boukman s'avance jusqu'au Cap-Français. Les autorités ripostent et Boukman périt au combat, à la tête de ses troupes. On expose sa tête au Cap car il passe pour invulnérable auprès des esclaves.
Malgré la riposte, la révolte n'est pas vaincue. D'autres chefs succèdent à Boukman : ses lieutenants Jean-François et Biassou, ainsi que Toussaint qui ne s'appelle pas encore Louverture, et Jean-Jacques Dessalines.
Récemment, certains ont déformé Bwa Kayiman (Bois-Caïman en créole haïtien) en Bwa Kay Iman, afin de lier cette cérémonie vaudoue aux pratiques musulmanes. Mais leur théorie serait invalidée par les dernières études.

## Littérature
Cette cérémonie est illustrée dans la bande dessinée La Petite Fille Bois-Caïman de François Bourgeon (tome 6 des Passagers du vent, éd. 12 bis, 2009, p. 71-72), ainsi que dans Les Fantômes d'Hispaniola de Jean-Pierre Pécau, Fred Duval et Fred Blanchard (tome 35 de la série uchronique Jour J, 2018).
L'écrivain et poète Hérard Dumesle a écrit « Macanda », recueil de poésie en prose sur la cérémonie de Bois-Caïman et à la gloire à l'esclave rebelle François Mackandal.
Elle est également évoquée dans le roman Le Royaume de ce monde d'Alejo Carpentier.
Elle apparaît également dans l'épisode 3 de la saison 1 de Castlevania: Nocturne.